# Color of time
『color of time』（カラー・オブ・タイム）は、日本の女性歌手、ChouChoの3枚目のオリジナル・アルバム。2018年1月17日にLantisから発売された。

## 概要
- オリジナル・アルバムとしては前作『secretgarden』から約4年1か月ぶりのリリースとなり、アルバム全体では『ChouCho ColleCtion "bouquet"』から約1年8か月ぶりのリリースとなる。
- アルバムに収録されている全13曲のうち、本人が作詞・作曲を手掛けた楽曲が7曲収録されている。
- 2018年1月10日には、事前抽選の招待制イベント『3rdアルバム『color of time』ハイレゾ音源試聴イベント』を東京・乃木坂のソニー・ミュージックスタジオにて開催した。イベント内では、アルバムのハイレゾ音源試聴会のほか、ChouChoと村山☆潤によるトーク & アコースティック・ライブも行われた。また同日より、発売に先駆けてアルバムのハイレゾ配信がmora独占で開始された[4]。（他の配信サイトではCD発売日に配信開始[5]。）
- 初回限定盤（CD+BD、LACA-35680）、通常盤（CDのみ、LACA-15680）の2形態で発売された。初回限定盤には、4曲のミュージック・ビデオと2016年12月に開催されたベストアルバムのツアー『ChouCho Live Tour 2016 bouquet ～ChouCho ColleCtion～』のファイナル東京公演の映像を一部を収録したBDを同梱している。
- 本作のコンセプトについて、本人が「2017年6月に病気で入院し、デビューして初めてお仕事をお休みしてしまって…。その入院生活の時、人は自分が置かれた状況や感情によって時間の感じ方や見える景色の色が変わるんだなって思ったんですよね。それでそのことをテーマにアルバムを作り、タイトルも『color of time』にしました。お仕事を休むことへのショックは大きかったんですが、歌えることは当たり前じゃないんだということを改めて実感し、歌えることへの感謝の気持ちや今という瞬間の大切さというのも感じました。今回、それも作品中で描きたいなと思いました」と語った[6]。
- 2018年2月から3月にかけて全国5ヶ所にわたる本作を引っ提げたツアー『ChouCho Live Tour 2018 ～color of time～』が開催された。
- 7曲目の「one and only」が、2018年2月22日発売のPlayStation 4用ゲームソフト『ガールズ&パンツァー ドリームタンクマッチ』の主題歌として使用された[7]。

## 収録曲
| #         | タイトル                     | 作詞      | 作曲                  | 編曲                             | 時間  |
| --------- | ---------------------------- | --------- | --------------------- | -------------------------------- | ----- |
| 1.        | 「color of time」            | ChouCho   | ChouCho               | 村山☆潤                          | 5:01  |
| 2.        | 「kaleidoscope」             | ChouCho   | ChouCho               | 村山☆潤 ストリングス編曲：川本新 | 4:01  |
| 3.        | 「Elemental World」          | ChouCho   | AstroNoteS            | AstroNoteS                       | 4:42  |
| 4.        | 「ワンダーテイル」           | ChouCho   | ChouCho               | 村山☆潤                          | 4:07  |
| 5.        | 「cuddle」                   | 松井洋平  | 石川智久              | 石川智久                         | 5:27  |
| 6.        | 「セフィロトの木」           | ChouCho   | rionos                | rionos                           | 3:45  |
| 7.        | 「one and only」             | ChouCho   | 桑原聖（Arte Refact） | 酒井拓也（Arte Refact）          | 4:28  |
| 8.        | 「Asterism」                 | ChouCho   | AstroNoteS            | AstroNoteS                       | 4:40  |
| 9.        | 「アンダンテ」               | ChouCho   | ChouCho               | 村山☆潤                          | 4:11  |
| 10.       | 「薄紅の月」                 | ChouCho   | ChouCho               | 村山☆潤                          | 4:55  |
| 11.       | 「明日の君さえいればいい。」 | 松井洋平  | yuxuki waga（fhána）  | yuxuki waga（fhána）             | 5:03  |
| 12.       | 「アリア」                   | ChouCho   | ChouCho               | 村山☆潤                          | 5:38  |
| 13.       | 「searchlight」              | ChouCho   | ChouCho               | 村山☆潤                          | 5:13  |
| 合計時間: | 合計時間:                    | 合計時間: | 合計時間:             | 合計時間:                        | 61:11 |